# Lady and the Tramp II: Scamp's Adventure
Lady and the Tramp II: Scamp's Adventure (bra: A Dama e o Vagabundo 2 - As Aventuras de Banzé) é um filme de animação estadunidense de 2001, dirigido por Darrell Rooney e Jeannine Roussel para a Disney Television Animation na Austrália. 
Foi lançado em 27 de fevereiro de 2001, 46 anos depois de seu antecessor. O filme é uma sequência da animação Lady and the Tramp. A história gira em torno do filho de Lady e Tramp, que deseja se tornar um "cão selvagem".

## História
Em 1911, dois dias antes da Dia da Independência dos Estados Unidos, a Dama e o Vagabundo têm três filhas, Annette, Colette e Danielle, e um filho indisciplinado chamado Banzé. Depois de destruir o chapéu favorito de Jim Dear e causar uma confusão correndo atrás de uma bola dentro de casa, Banzé é acorrentado a uma casa de cachorro no quintal. Seus pais não entendem como seu filho não consegue se adaptar a viver em uma casa. Vagabundo vai conversar com seu filho, mas Banzé permanece com seu desejo de se tornar um "cão selvagem". Banzé observa um bando de cachorros perseguindo uma carrocinha e fica intrigado. Assim, consegue se libertar e foge de casa para ir atrás deles. Dessa forma, encontra a jovem chamada Angel e juntos vão até o ferro-velho, onde se encontram com o grupo, que é chamado Cãos da Rua. Logo após Banzé ir embora, Dama vai conversar com ele para se reconciliarem, porém vê que ele fugiu. Logo em seguida, alerta Vagabundo e seus donos, e iniciam um grupo de busca.
Banzé tenta entrar no grupo Cãos da Rua e, então, o líder, Buster, dá a ele o primeiro teste para ser aceito, em que o objetivo é roubar uma lata de um cachorro grande, selvagem e feroz, chamado Reggie, que acaba o perseguindo. Angel ajuda o amigo a escapar e os dois observam Reggie ser pego pela carrocinha. Eles, então, vão até um parque onde está Sparky, um dos Cãos da Rua, que conta uma história altamente exagerada sobre Vagabundo e como ele desapareceu. Buster fica irritado, pois ele não morreu heroicamente; ele fugiu com Dama para se tornar um animal de estimação. Banzé não consegue acreditar que seu pai costumava ser um cão selvagem. Depois de Banzé e Angel escaparem de serem mortos por um trem e cairem em um rio, percebem que a amizade virou amor.
Enquanto isso, os pais de Banzé, junto com  Jock e Trusty, estão o procurando. Depois de um passeio romântico, Banzé e Angel acabam na rua onde Banzé costumava viver e encontram a família procurando por ele. Quando Banzé foge deles, Angel fica revoltada, pois ele escolheu viver nas ruas a ter uma família amorosa, como ela mesma já teve uma vez. Em um piquenique, Buster diz a Banzé roubar o frango da sua família e onde se encontra seu pai, Vagabundo. Determinado a provar que é um cão selvagem, rouba o frango e vai até um beco, onde Vagabundo o confronta e pede para ele voltar para casa. Porém, Banzé se recusa e escolhe ficar com Buster, que fica feliz ao ver Vagabundo pertubado e oficialmente declara Banzé um Cão da Rua, tirando a sua coleira.
Durante a comemoração, Angel repreende Banzé e o lembra que a família dele o ama. Após Buster perguntar a Banzé se ele gostaria de ser um animal de estimação, Banzé nega e, acidentalmente, diz que Angel gostaria. Buster então expulsa Angel do grupo e ela sai, bastante chateada com Banzé. Ele a segue, pedindo para perdoá-lo. Buster, que quer se vingar de Vagabundo, monta uma armadilha em que Banzé, que está sem coleira, é pego pela carrocinha. Sozinho e com medo, Banzé percebe o quanto estava sendo egoísta e que devia ter ouvido seu pai desde o começo. Sentindo-se culpado, tudo que queria era estar em casa com a sua família. Angel, então, vai atrás da família dele e conta o que está acontecendo.
No canil, Banzé é colocado numa sela junto com Reggie. Vagabundo, que chega bem na hora, luta contra Reggie e resgata seu filho. A carrocinha vai atrás deles para capturá-los, porém Angel morde o homem, que desmaia. Antes de ir para casa, Banzé pede desculpas a seu pai por ter fugido e eles fazem as pazes. Eles vão até o ferro-velho, onde Banzé recupera sua coleira e joga Buster sob a pilha de lixo. Os membros da gangue a abandonam e são adotados, enquanto Vagabundo, seu filho e Angel voltam para casa. A família decide adotar Angel, que se sente feliz a estar com as irmãs de Banzé.

## Trilha sonora
| Críticas profissionais | Críticas profissionais |
| Avaliações da crítica  | Avaliações da crítica  |
| Fonte                  | Avaliação              |
| ---------------------- | ---------------------- |
| LetsSingIt             | [ 2 ]                  |

Lady and the Tramp II: Scamp's Adventure é a trilha sonora do filme lançada pela Walt Disney Records. A maioria das faixas foram compostas por Melissa Manchester e Norman Gimbel.
| N.º | Título                                | Compositor(es)                    | Artista                                                                                           | Duração |  |
| 1.  | "Welcome Home"                        | Melissa Manchester, Norman Gimbel | Jodi Benson, Jeff Bennett, Jim Cummings, Debi Derryberry, Michael Gough, Kath Soucie              | 9:44    |  |
| 2.  | "World Without Fences"                | Melissa Manchester, Norman Gimbel | Roger Bart                                                                                        | 2:18    |  |
| 3.  | "Junkyard Society Rag"                | Melissa Manchester, Norman Gimbel | Jess Harnell, Bill Fagerbakke, Melissa Manchester, Cathy Moriarty, Mickey Rooney, Bronson Pinchot | 3:13    |  |
| 4.  | "I Didn't Know I Could Feel this Way" | Melissa Manchester, Norman Gimbel | Roger Bart, Susan Egan                                                                            | 2:13    |  |
| 5.  | "Always There"                        | Melissa Manchester, Norman Gimbel | Roger Bart, Jeff Bennett, Jodi Benson, Susan Egan                                                 | 2:19    |  |
| 6.  | "Bella Notte (This is the Night)"     | Sonny Burke, Peggy Lee            | Joy Enriquez, Carlos Ponce                                                                        | 3:18    |  |
| 7.  | "Epilogue"                            | Danny Troob                       | Danny Troob, Brian Besterman, Martin Erskine, Larry Hochman                                       |         |  |